# Dokkyō-Universität

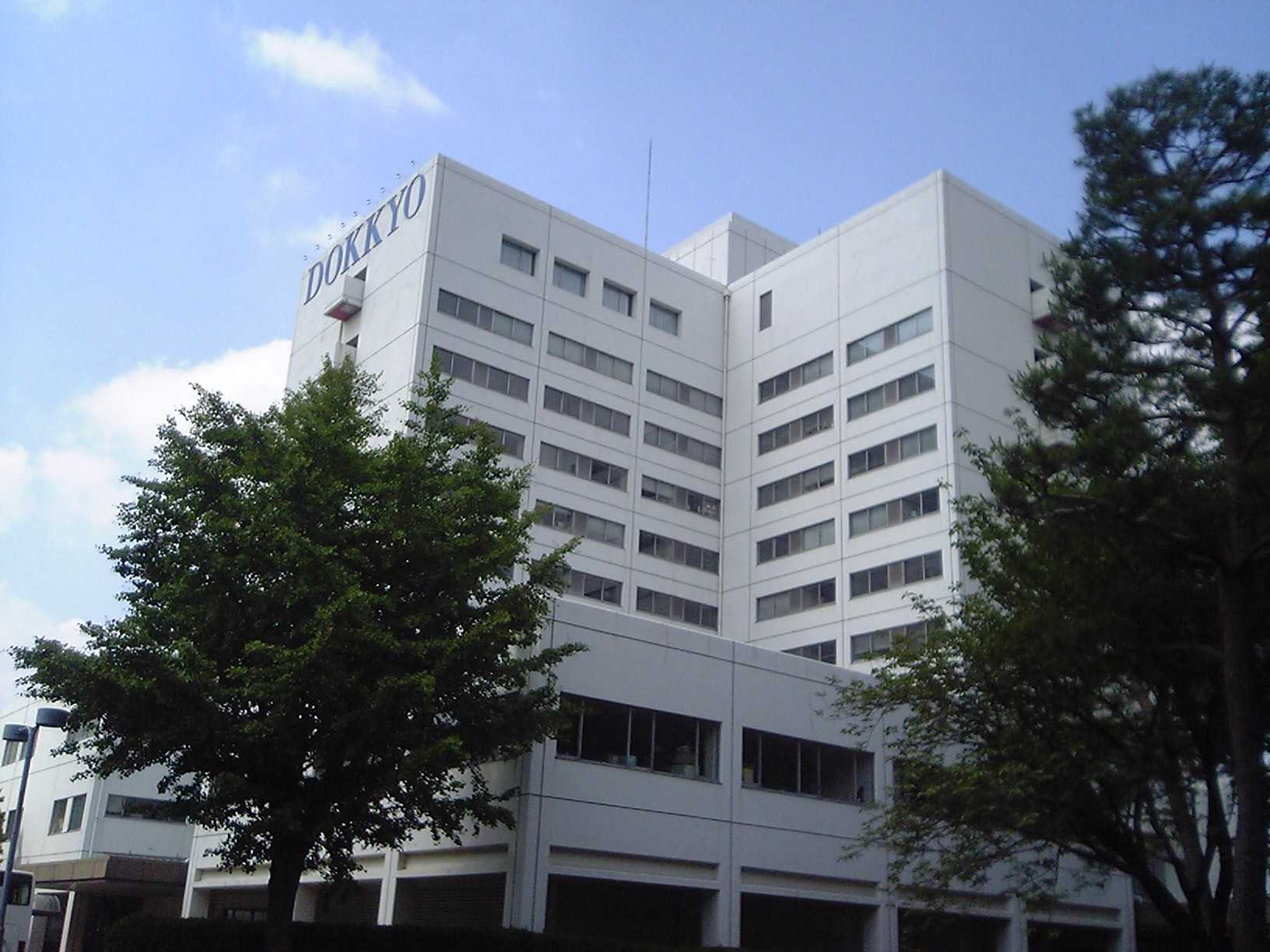
Zentrumgebäude (2007)

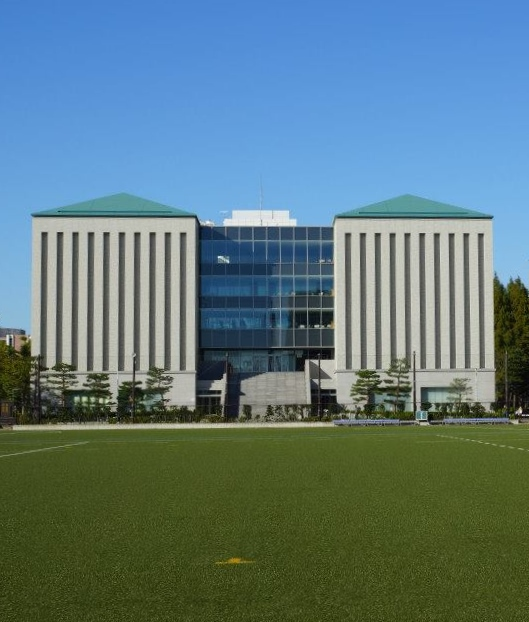
Ostgebäude (2013)

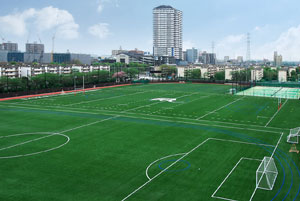
Dokkyō-Universität-Fußballfeld (2011)

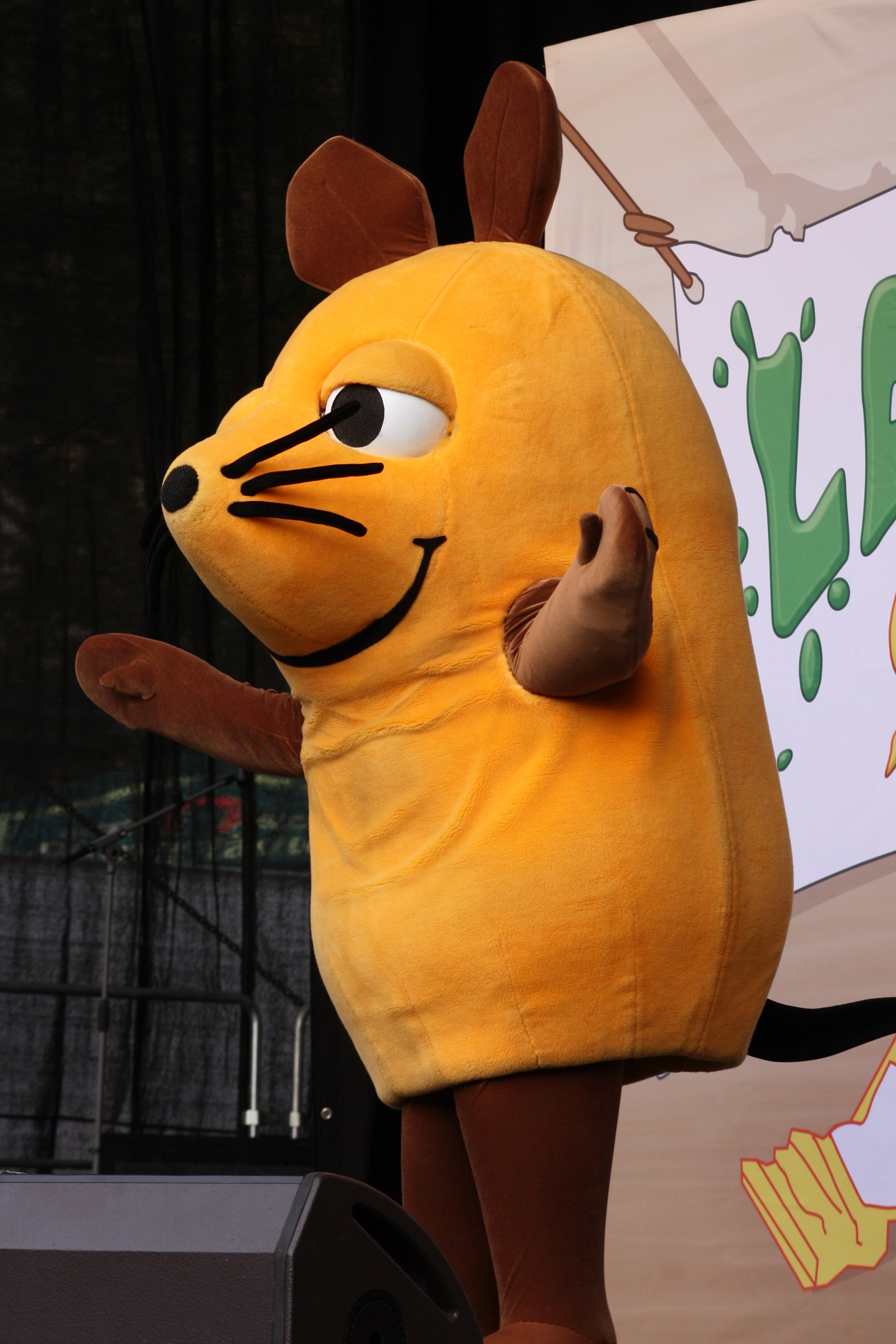
Bildcharakter „Maus“

Die Dokkyō-Universität (jap. 獨協大学, Dokkyō daigaku) ist eine private Universität in Japan. Der Campus liegt in Sōka in der Präfektur Saitama. 

## Geschichte
Die Universität hat ihren Ursprung in der Vereinsschule für deutsche Wissenschaften (獨逸学協会学校, Doitsu-gaku kyōkai gakkō), die 1883 in Tokio von Nishi Amane (西 周, 1829–1897, Philosoph und Pädagoge), Shinagawa Yajirō (品川 弥二郎, 1843–1900, Politiker) und anderen Wissenschaftlern gegründet wurde, um die deutsche Kultur in Japan einzuführen. Sie war eine Mittelschule für Jungen, und 1884 gründete sie Aufbaukurse (Fachschulkurse) für deutsche Rechts- und Politikwissenschaften. Von 1885 bis 1889 lehrte Georg Michaelis an der Rechtsschule.
1895 wurden die Aufbaukurse aber geschlossen, und die Professoren zogen in die Kaiserliche Universität. Der Mittelschulkurs dauerte allein bis 1947, wo die Vereinsschule in Dokkyō-Mittelschule umbenannt wurde. Der Name Dokkyō (獨協) ist eigentlich die Kurzform vom Verein für deutsche Wissenschaften (獨逸学協会, Doitsu-gaku kyōkai), der heute die Bildungskörperschaft Dokkyō-Gakuen (Dokkyō-Dachverband) ist. In den einigen Jahren ab 1947 war Dokkyō aber die Kurzform von 獨立協和 (Unabhängigkeit und Zusammenarbeit), denn der ehemalige Verbund mit dem Deutschen Reich wurde abgelehnt.
1952 wurde Teiyū Amano (天野 貞祐, 1884–1980) der Rektor der Dokkyō-Mittel- und Oberschule. Er war ein Absolvent der Vereinsschule, ein Kantianer und ehemaliger Bildungsminister. Er setzte einen Schwerpunkt auf Moralerziehung und rettete die Schule. 1964 gründete die Bildungskörperschaft die Dokkyō-Universität, und Amano wurde der erste Präsident. Die Universität hatte zuerst zwei Fakultäten (Fremdsprachen- und Wirtschaftswissenschaften). Sie fügte die Fakultäten hinzu: Rechtswissenschaft (1967) und Internationale Liberal Arts (2007).
Seit 1968 gibt es einen studentischen „Deutschen Unterhaltungsklub“ (DUK), der einen jährlich stattfindenden deutschsprachigen Redewettbewerb organisiert.
Die Bildungskörperschaft gründete Schwesterhochschulen: die Medizinische Hochschule Dokkyō (獨協医科大学, Dokkyō ika daigaku, gegründet 1973 in Mibu, Tochigi) und Dokkyō-Universität Himeji (姫路獨協大学, Himeji Dokkyō daigaku, gegründet 1987 in Himeji, Hyōgo).

## Fakultäten
- Fakultät für Fremdsprachenwissenschaft
  - Sprachabteilungen: Deutsch, Englisch und Französisch und die Abteilung für Vergleichende Kulturwissenschaften.
- Fakultät für Internationale Liberal Arts
- Fakultät für Wirtschaftswissenschaften
- Fakultät für Rechtswissenschaft